# عبد الرحمن الرومي
عبد الرحمن الرومي لاعب كرة قدم سعودي سابق.
هو عبد الرحمن علي سليمان الرومي مواليد مدينة الزلفي عام 1969م, لاعب سابق في الشباب والمنتخب السعودي
يلعب عبد الرحمن الرومي في مركز قلب الدفاع, وامتدت مسيرته الكروية لمايقارب الـ15 عاماً, كان خلالها أحد أبرز نجوم الجيل الذهبي للشباب, والذي احتكر بطولة الدوري السعودي لثلاث سنوات, كما مثل المتخبات السعودية.

## مسيرته الكروية
تدرج عبد الرحمن الرومي في نادي الشباب حتى وصل للفريق الأول عام 1405هـ, وكان وقتها يلعب لمنتخب الناشئين حيث قاده في نفس العام لنهائيات كأس العالم للناشئين في الصين وكان أول قائد سعودي في محفل عالمي.
كما لعب لمتخب الشباب في كأس العالم بتشيلي عام 89, والتحق بعد ذلك بصفوف المنتخب حيث لعب في كأس القارات 92 بالرياض, كما شارك في تصفيات كأس العالم 94 وساهم في تأهل المنتخب ولكنه لم ينضم لصفوفه في المونديال بأمريكا.
وقبل ذلك كان الرومي قد نجح مع الشباب في قيادته لعدد من الألقاب المحلية والخارجية أبرزها بطولة الدوري السعودي ثلاث مرات وكأس ولي العهد مرتين.
وحينما دخل الرومي عامه الثلاثين وتحديداً في عام 1999م قدم خطاب اعتزاله لادارة ناديه مفضلاً الاكتفاء بما حققه في الـ15 عاماً التي قضاها مع نادي الليث. وكانت إدارة الشباب قد تهم لاقامة مهرجان اعتزال في نفس العام بيد أن ظروف عديدة أجلت التكريم لأكثر من مرة قبل ان تندثر الفكرة.

## مجال التحليل
على خلاف معظم اللاعبين الذين يتجهون لمجال التدريب أو العمل الإدارة حينما يعتزلون, سلك الرومي طريقاً آخر بدخول مجال التحليل عبر القنوات الفضائية, حيث تنقل مابين قنوات عديدة ابرزها أوربت وال بي سي اللبنانية وام بي سي حتى وصل عام 1433هـ لالقناة الرياضية السعودية. وهو بالمناسبة يعد من اميز المحللين السعوديين.

## اسهاماته مع الشباب
- الدوري السعودي الممتاز 1991م
- الدوري السعودي الممتاز 1992م
- الدوري السعودي الممتاز1993 م
- كأس الخليج للأندية 1993م
- كأس الخليج للأندية 1994م
- كأس الأندية العربية أبطال الدوري 1994م
- كأس النخبة العربية 1996م
- كأس ولي العهد السعودي 1996م
- كأس ولي العهد السعودي 1999م

## اسهاماته مع المنتخب
- وصيف كأس آسيا 92 باليابان
- المشاركة في كأس القارات 92
- المشاركة في التأهل لكأس العالم 94 بأمريكا